# Цаберфельд
Цаберфельд (нем. Zaberfeld) — община в Германии, в земле Баден-Вюртемберг.
Подчиняется административному округу Штутгарт. Входит в состав района Хайльбронн. Подчиняется управлению «Оберес Цабергой». Население составляет 3915 человек (на 31 декабря 2010 года). Занимает площадь 22,18 км².
Коммуна подразделяется на 4 сельских округа.